# Titidius uncatus
Titidius uncatus är en spindelart som beskrevs av Cândido Firmino de Mello-Leitão 1929. 
Titidius uncatus ingår i släktet Titidius och familjen krabbspindlar. Inga underarter finns listade i Catalogue of Life.